# Brutto (zespół muzyczny)
Brutto – białoruska grupa punkrockowa. Została założona 1 września 2014 roku przez Siarhieja Michałoka, byłego lidera zespołu Lapis Trubieckoj, po jego rozwiązaniu.

## Historia
17 marca 2014 roku Siarhiej Michałok ogłosił na portalu YouTube, że 1 września 2014 roku grupa Lapis Trubieckoj przestanie istnieć. Kilka dni przed jej rozwiązaniem opublikowany został pierwszy zwiastun nowego zespołu Michałoka, którego skład nie był jeszcze w pełni znany. W teledysku do piosenki „Brutto”, jaki pojawił się w sieci 22 sierpnia 2014 roku można było zobaczyć sześciu członków grupy, wśród których znajdował się m.in. mistrz świata i Białorusi w tajskim boksie Wital Hurkou. W skład Brutto weszli ostatecznie ponadto: dotychczasowi basista i perkusista grupy Lapis Trubieckoj, Dzianis Sturczanka i Dzianis Szurau, multiinstrumentalista Pawieł Traciak, były członek Krambambuli, który w przeszłości wielokrotnie współpracował z Michałokiem, debiutujący na muzycznej scenie wokaliści Siarhiej Karalou i Dzmitryj Kazłouski, a także dwaj muzycy pochodzący z Ukrainy, związani z odeską sceną hardcore punka Denys Melnyk i Petro Łosewski. 12 września 2014 roku pojawił się debiutancki album Underdog, na którym znalazło się 10 nowych piosenek oraz dwa covery: piosenki „I Get Wet” Andrew W.K. oraz „The Chaffeur” Duran Duran.
15 marca 2015 roku grupa Brutto wydała reedycję swojego pierwszego albumu. Do nowej wersji dodano 7 bonusowych utworów: znane z repertuaru zespołu Lapis Trubieckoj „Woiny swieta”, „Żeleznyj” i „Swiaszczennyj ogon'”, angielskojęzyczną wersję hitu „Kapitał”, a także nowe piosenki – „Adidas”, „Garri” i „Budź smiełym”.
1 czerwca 2015 roku kultowa brytyjska grupa punkrockowa The Exploited, odmówiła występu na ukraińskim festiwalu Zachid z powodu uczestnictwa w nim zespołu Brutto. Lider The Exploited Wattie Buchan wyjaśnił, że dowiedzieli się wiele złych rzeczy o białoruskiej grupie. Jednak dwa dni później The Exploited ogłosili, że zostali zdezinformowani nieprawdziwymi plotkami w Internecie i nie mają niczego przeciwko Brutto, a także wyrazili chęć wystąpienia na festiwalu. Organizatorzy Zachidu odmówili im przeprowadzenia koncertu, nazywając The Exploited stale zmieniającymi zasady.
1 września 2015 roku zespół przedstawił klip do tytułowej piosenki nowego albumu Rodny kraj. Jego reżyserem jest Andrej Dawydouski, który zajmował się wcześniej teledyskami do piosenek „Giri” i „Olympia”. 14 września 2015 roku grupa Brutto przedstawiła swój drugi studyjny album, na którym znalazło się 12 utworów. Siarhiej Michałok stwierdził, że na nowej płycie znajdują się bardziej głębokie teksty piosenek, przypominające wcześniejsze, a także nawiązujące do polityki. Po wydaniu albumu grupa rozpoczęła trasę koncertową Rodny Kraj Tour po Ukrainie i krajach ościennych.
15 marca 2016 roku Siarhiej Michałok na czacie publicznym w komunikatorze Viber ogłosił, że zespół przygotowuje nowy album, program akustyczny oraz planuje wystartować w konkursie piosenki Eurowizji w 2018 roku na Białorusi lub Ukrainie. Zapowiedział także powstanie nowego projektu – Lapis 98, z którym będzie wykonywać piosenki złotej ery Lapisów. Pierwszy koncert nowej grupy odbył się w charkowskim klubie Korova 21 kwietnia 2016 roku.
4 lipca 2016 roku grupa opublikowała swoje pierwsze oficjalne wideo koncertowe.
20 września 2016 roku zespół ogłosił, że wydział ds. pracy ideologicznej, kultury i spraw młodzieży homelskiego obwodowego komitetu wykonawczego zezwolił na koncert grupy Brutto w Homlu. Odbył się on 29 października 2016 roku i był to pierwszy koncert Brutto na Białorusi.
Pierwsza trasa koncertowa zespołu po Białorusi odbyła się na przełomie lutego i marca 2017 roku. Muzycy zaprezentowali na niej dwa premierowe utwory z nowej płyty, w tym tytułową piosenkę. 1 maja 2017 roku grupa wydała swój trzeci album studyjny, Roki, na którym po raz pierwszy pojawiła się sekcja dęta zespołu. Tourneé promujące album zakończyło się wiosną 2018 roku, natomiast występ Brutto na mińskim festiwalu Nawalnica w sierpniu 2018 roku był ostatnim dotychczasowym koncertem zespołu. Od tego czasu grupa znajduje się w twórczym odpoczynku, a jej członkowie działają w ramach zespołów Lapis 98 i Drezden lub zajmują się własnymi karierami zawodowymi.
W marcu 2019 roku z zespołu odszedł basista Dzianis Sturczanka, którego zastąpił Aleś-Franciszak Myszkiewicz, grający wcześniej m.in. w zespole Trubetskoy. 8 października 2019 roku miał premierę film dokumentalny Dzmitryja Audziejeua Brutto Nostra, opowiadający historię zespołów Lapis Trubieckoj i Brutto. Na potrzeby filmu grupa nagrała utwór „Mielchior i Kaspar”.
3 marca 2021 roku zmarł jeden z wokalistów zespołu, Siarhiej „Brazil” Karalou. Muzyk w 2019 roku miał zdiagnozowanego glejaka zarodkowego prawej półkuli mózgu, wtedy też przeszedł operację. Przez kolejne miesiące Karalou dalej zmagał się z chorobą.

## Skład

### Obecny skład zespołu
- Siarhiej Michałok – wokal (od 2014)
- Wital Hurkou – wokal (od 2014)
- Denys „Left” Melnyk – gitara, wokal (od 2014)
- Petro „Aist” Łosewski – wokal (od 2014)
- Pawieł „Lannister” Traciak – gitara, klawisze, mandolina (od 2014)
- Aleś-Franciszak Myszkiewicz – gitara basowa (od 2019)
- Dzianis „Szurup” Szurau – perkusja (od 2014)
- Uładzisłau „Krab” Sienkiewicz – trąbka (od 2016)[a]
- Iwan „Cybula” Hałuszka – puzon (od 2016)[a]

### Byli członkowie zespołu
- Dzmitryj „Topor” Kazłouski – wokal wspierający (2014–2015)
- Dzianis „Dynia” Sturczanka – gitara basowa (2014–2019)
- Siarhiej „Brazil” Karalou – wokal (2014–2021)

### Personel techniczny
- Anton Azizbiekian – producent zespołu
- Andrej Babrouka – technik dźwięku
- Dzmitryj Babrouka – technik sceny

## Dyskografia

### Albumy studyjne
| Rok  | Dane dot. albumu                                                                                            |
| ---- | --- |
| 2014 | Underdog - Data wydania: 12 września 2014 - Wydawca: Soyuz Music                                            |
| 2015 | Rodny kraj - Oryginalna pisownia tytułu: Родны край - Data wydania: 14 września 2015 - Wydawca: Soyuz Music |
| 2017 | Roki - Oryginalna pisownia tytułu: Рокі - Data wydania: 1 maja 2017 - Wydawca: Soyuz Music                  |

### Single
| Rok  | Dane dot. singla                                                                                           | Album      |
| ---- | --- | ---------- |
| 2014 | „Brutto” - Data wydania: 1 września 2014                                                                   | Underdog   |
| 2014 | „Underdog” - Data wydania: 9 września 2014                                                                 | Underdog   |
| 2014 | „Adidas” - Oryginalna pisownia tytułu: „Adиdas” - Data wydania: 12 listopada 2014                          | –          |
| 2014 | „Żeleznyj” - Oryginalna pisownia tytułu: „Железный” - Data wydania: 12 listopada 2014                      | –          |
| 2014 | „Budź smiełym” - Oryginalna pisownia tytułu: „Будзь смелым” - Data wydania: 15 grudnia 2014                | Rodny kraj |
| 2014 | „Woiny swieta” - Oryginalna pisownia tytułu: „Воины света” - Data wydania: 23 grudnia 2014                 | Rodny kraj |
| 2015 | „Garri” - Oryginalna pisownia tytułu: „Гарри” - Data wydania: 6 stycznia 2015                              | Rodny kraj |
| 2015 | „Partizan rok” - Oryginalna pisownia tytułu: „Патризан рок” - Data wydania: 3 marca 2015                   | Rodny kraj |
| 2015 | „Ball” - Data wydania: 10 marca 2015                                                                       | –          |
| 2015 | „Kapital” - Data wydania: 15 marca 2015                                                                    | –          |
| 2015 | „Olympia” - Data wydania: 14 kwietnia 2015                                                                 | –          |
| 2015 | „Rodny kraj” - Oryginalna pisownia tytułu: „Родны край” - Data wydania: 1 września 2015                    | Rodny kraj |
| 2015 | „Weczirnie sonce” - Oryginalna pisownia tytułu: „Вечірнє сонце” - Data wydania: 31 grudnia 2015            | –          |
| 2016 | „12 obiezjan” - Oryginalna pisownia tytułu: „12 обезьян” - Data wydania: 29 kwietnia 2016                  | –          |
| 2016 | „Czornyj obielisk” - Oryginalna pisownia tytułu: „Чёрный обелиск” - Data wydania: 1 września 2016          | Roki       |
| 2016 | „Seredni wiky” - Oryginalna pisownia tytułu: „Середні віки” - Data wydania: 1 listopada 2016               | Roki       |
| 2016 | „Czajka” - Oryginalna pisownia tytułu: „Чайка” - Data wydania: 23 grudnia 2016                             | –          |
| 2017 | „Roki” - Oryginalna pisownia tytułu: „Рокі” - Data wydania: 1 marca 2017                                   | Roki       |
| 2019 | „Mielchior i Kaspar” - Oryginalna pisownia tytułu: „Мельхиор и Каспар” - Data wydania: 1 października 2019 | –          |

## Teledyski
| Rok  | Tytuł                | Pisownia oryginalna | Data premiery        | Reżyser              |
| ---- | -------------------- | ------------------- | -------------------- | -------------------- |
| 2014 | „Brutto”             | „Brutto”            | 22 sierpnia 2014     | Ołeksandr Stekołenko |
| 2014 | „Underdog”           | „Underdog”          | 9 września 2014      | Dzmitryj Kazłouski   |
| 2014 | „Giri”               | „Гири”              | 5 października 2014  | Andrej Dawydouski    |
| 2014 | „Miacz”              | „Мяч”               | 20 października 2014 | Alaksiej Cierachau   |
| 2014 | „Adidas”             | „Adиdas”            | 12 listopada 2014    | Andrej Dawydouski    |
| 2014 | „Budź smiełym”       | „Будзь смелым”      | 15 grudnia 2014      | Andrej Dawydouski    |
| 2014 | „Nasza woźmie”       | „Наша возьме”       | 26 grudnia 2014      | Dzmitryj Kazłouski   |
| 2015 | „Partizan rok”       | „Партизан рок”      | 3 marca 2015         | Ihor Stekołenko      |
| 2015 | „Ball”               | „Ball”              | 10 marca 2015        | Alaksiej Cierachau   |
| 2015 | „Kapital”            | „Kapital”           | 15 marca 2015        | Angel Angelov        |
| 2015 | „Rodny kraj”         | „Родны край”        | 1 września 2015      | Andrej Dawydouski    |
| 2015 | „Czełowiek”          | „Человек”           | 29 września 2015     | Ołeksandr Stekołenko |
| 2015 | „Weczirnie sonce”    | „Вечірнє сонце”     | 31 grudnia 2015      | Dzmitryj Аudziejeu   |
| 2016 | „12 obiezjan”        | „12 обезьян”        | 29 kwietnia 2016     | Dzmitryj Аudziejeu   |
| 2016 | „Czornyj obielisk”   | „Чёрный обелиск”    | 1 września 2016      | Andrej Dawydouski    |
| 2016 | „Seredni wiky”       | „Середні віки”      | 1 listopada 2016     | Anna Buriaczkowa     |
| 2016 | „Czajka”             | „Чайка”             | 23 grudnia 2016      | Dzmitryj Аudziejeu   |
| 2017 | „Roki”               | „Рокі”              | 1 marca 2017         | Anna Buriaczkowa     |
| 2017 | „Czornyj obielisk”   | „Чёрный обелиск”    | 23 kwietnia 2017     | Andrej Dawydouski    |
| 2017 | „Papiaroska”         | „Папяроска”         | 25 września 2017     | Andrej Dawydouski    |
| 2017 | „Hodzie”             | „Годзе”             | 31 października 2017 | Dzmitryj Аudziejeu   |
| 2019 | „Mielchior i Kaspar” | „Мельхиор и Каспар” | 1 października 2019  | Dzmitryj Аudziejeu   |